# Courant (Charente Marítim)
Courant és un municipi francès situat al departament del Charente Marítim i a la regió de la Nova Aquitània. L'any 2007 tenia 345 habitants.

## Demografia

### Població
El 2007 la població de fet de Courant era de 345 persones. Hi havia 141 famílies de les quals 39 eren unipersonals (12 homes vivint sols i 27 dones vivint soles), 51 parelles sense fills, 47 parelles amb fills i 4 famílies monoparentals amb fills.
La població ha evolucionat segons el següent gràfic:
Habitants censats

### Habitatges
El 2007 hi havia 186 habitatges, 141 eren l'habitatge principal de la família, 23 eren segones residències i 22 estaven desocupats. 183 eren cases i 2 eren apartaments. Dels 141 habitatges principals, 109 estaven ocupats pels seus propietaris, 24 estaven llogats i ocupats pels llogaters i 7 estaven cedits a títol gratuït; 1 tenia una cambra, 4 en tenien dues, 22 en tenien tres, 41 en tenien quatre i 72 en tenien cinc o més. 125 habitatges disposaven pel capbaix d'una plaça de pàrquing. A 57 habitatges hi havia un automòbil i a 65 n'hi havia dos o més.

### Piràmide de població
La piràmide de població per edats i sexe el 2009 era:
| Homes | Edats   | Dones |
| ----- | ------- | ----- |
| 0     | 95 o +  | 0     |
| 4     | 90 a 94 | 8     |
| 12    | 85 a 89 | 8     |
| 4     | 80 a 84 | 4     |
| 8     | 75 a 79 | 4     |
| 8     | 70 a 74 | 12    |
| 4     | 65 a 69 | 12    |
| 12    | 60 a 64 | 4     |
| 12    | 55 a 59 | 20    |
| 4     | 50 a 54 | 8     |
| 4     | 45 a 49 | 4     |
| 12    | 40 a 44 | 4     |
| 8     | 35 a 39 | 4     |
| 9     | 30 a 34 | 16    |
| 0     | 25 a 29 | 0     |
| 8     | 20 a 24 | 4     |
| 4     | 15 a 19 | 4     |
| 4     | 10 a 14 | 8     |
| 24    | 5 a 9   | 4     |
| 4     | 0 a 4   | 0     |

## Economia
El 2007 la població en edat de treballar era de 208 persones, 148 eren actives i 60 eren inactives. De les 148 persones actives 133 estaven ocupades (80 homes i 53 dones) i 15 estaven aturades (5 homes i 10 dones). De les 60 persones inactives 26 estaven jubilades, 15 estaven estudiant i 19 estaven classificades com a «altres inactius».

### Ingressos
El 2009 a Courant hi havia 140 unitats fiscals que integraven 350 persones, la mediana anual d'ingressos fiscals per persona era de 15.356 €.

### Activitats econòmiques
Dels 12 establiments que hi havia el 2007, 1 era d'una empresa de fabricació d'altres productes industrials, 5 d'empreses de construcció, 1 d'una empresa de comerç i reparació d'automòbils, 1 d'una empresa immobiliària, 3 d'empreses de serveis i 1 d'una empresa classificada com a «altres activitats de serveis».
Dels 5 establiments de servei als particulars que hi havia el 2009, 2 eren guixaires pintors, 1 fusteria, 1 lampisteria i 1 perruqueria.
L'any 2000 a Courant hi havia 17 explotacions agrícoles que ocupaven un total de 1.152 hectàrees.

## Poblacions més properes
El següent diagrama mostra les poblacions més properes.